# Nicolas et Bruno
Pour les articles homonymes, voir Charlet et Lavaine.
Nicolas et Bruno est un duo de réalisateurs, scénaristes, dialoguistes, photographes, acteurs, voix de doublage et metteurs en scène français, composé de Nicolas Charlet et Bruno Lavaine, tous deux nés en 1970.

## Biographie
Nicolas et Bruno ont débuté en écrivant et en réalisant des clips musicaux et des films publicitaires dans les années 1990. On leur doit notamment une publicité pour les friandises Daim, primée à plusieurs reprises, qu'ils écrivent avec Frédéric Beigbeder chez Young & Rubicam. On leur doit aussi les clips du groupe américain Big Soul.
Ils collaborent ensuite avec Thierry Ardisson à la conception et à l'habillage de la chaîne de télévision Free One.
En 1997, ils créent Amour, gloire et débats d'idées, une série de sketches diffusés dans Le Vrai Journal sur Canal+, où ils détournent une telenovela vénézuélienne dont les personnages se déchirent sur des sujets d'actualité française.
C'est en septembre 1998 qu'est diffusé dans Nulle part ailleurs le premier Message à caractère informatif, une série de 350 sketches devenus cultes où les deux auteurs-réalisateurs doublent des employés de bureau des années 1970 à partir de véritables films institutionnels de l'époque. Y figurent notamment Jean-Christian Ranu, Didier Leguélec et autres Berthier, personnages fictifs d'un monde gris et administratif symbolisé par leur entreprise fétiche, la COGIP. Après des collaborations avec Édouard Baer, Alain Chabat et Gérard Jugnot, ils signent l'adaptation (scénario et dialogues) du roman de Frédéric Beigbeder 99 francs pour le cinéma et réalisent pour Canal+ la série Le Bureau, adaptée de la série britannique The Office, avec François Berléand dans le rôle principal.
En 2007 ils écrivent et réalisent leur premier long-métrage, La Personne aux deux personnes, une comédie avec Daniel Auteuil, Alain Chabat et Marina Foïs, produite par Alain Chabat (Chez Wam, sortie le 18 juin 2008).
En octobre 2008, ils écrivent et réalisent le clip du single de Julien Doré, Figures imposées (extrait de l'album Ersatz), entrechat « ultra kitsch » entre Fame et Dirty Dancing, avec Catherine Deneuve, Églantine Rembauville, Clément Sibony et Christian Morin.
En mai 2009, ils réalisent un clip humanitaire à but lucratif au profit des traders en difficulté : Save The Traders est tourné en studio avec trente véritables traders des marchés internationaux.
Le 7 juillet 2009, Canal+ leur confie une soirée carte blanche, La Nuit de la COGIP, à l'occasion de la première diffusion de leur premier long-métrage, La Personne aux deux personnes. Trois heures de programme en direct du siège social de la COGIP, avec de nombreux extraits de Message à caractère informatif, des comédies musicales de bureau, des télénovelas économiques, un making-of des Messages à Caractère Informatif de trente minutes, des plateaux exclusifs, des cours de danse de bureau, une série américaine, un entretien avec Christophe Dejours et pleins de moments de moustaches et de cravate pour une nuit annoncée comme « vraiment très très intéressante ! »

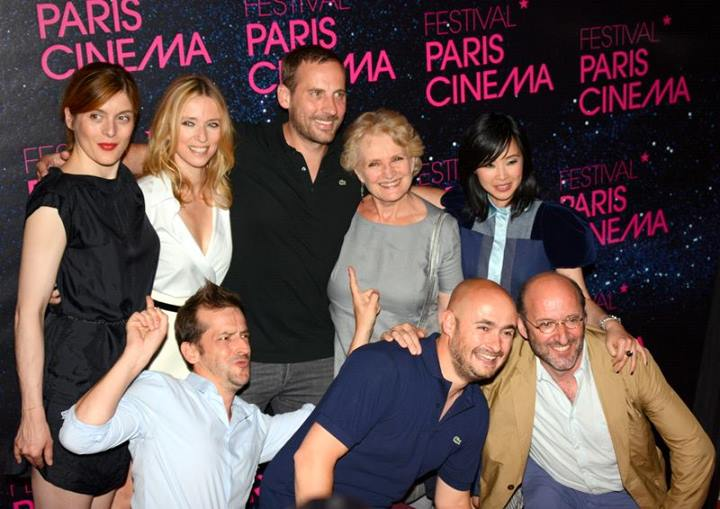
Nicolas et Bruno (en bas à gauche) en compagnie de Valérie Donzelli, Fred Testot, Linh Dan Pham, Gilles Gaston-Dreyfus, Marie-Christine Barrault, et Léa Drucker, à l'avant-première du film Le Grand Méchant Loup au Festival Paris Cinéma.

 Le 10 juillet 2013 sort leur second long métrage pour le cinéma en tant que scénaristes et réalisateurs: Le Grand Méchant Loup, une relecture très personnelle du célèbre conte traditionnel Les Trois Petits Cochons avec Benoît Poelvoorde, Fred Testot, Kad Merad, Charlotte Le Bon, Valérie Donzelli, Zabou Breitman, et Léa Drucker, produit par Éric Altmayer et Nicolas Altmayer (pour Mandarin Cinéma).
Le 4 novembre 2014, dans le cadre de ses 30 ans, Canal Plus confie à des personnalités historiques de la chaîne des programmes originaux. Canal leur propose d'écrire et de réaliser un long métrage autour du thème du cinéma X qui fit les grandes heures de la chaîne cryptée. Ils créent Message à caractère pornographique un film de montage et de détournement de 62 minutes sur le principe du Message à caractère informatif mais à partir de scènes de dialogues de films pornographiques, film par la suite distribué dans les salles sous le titre À la recherche de l'ultra-sex. Dans cette comédie, les deux réalisateurs interprètent toutes les voix, assurent le montage, les bruitages, etc,. Un film produit par Arno Moria et David Frenkel (Synecdoche).
Le 6 et le 10 novembre 2014, ils sont invités par le Palais de Tokyo pour deux soirées consacrées à leur travail, : deux avant-premières de À la recherche de l'ultra-sex suivies d'une Master Class devant un public de 450 personnes, avec des doublages en direct, une dégustation de porn-food et un débat avec le public.

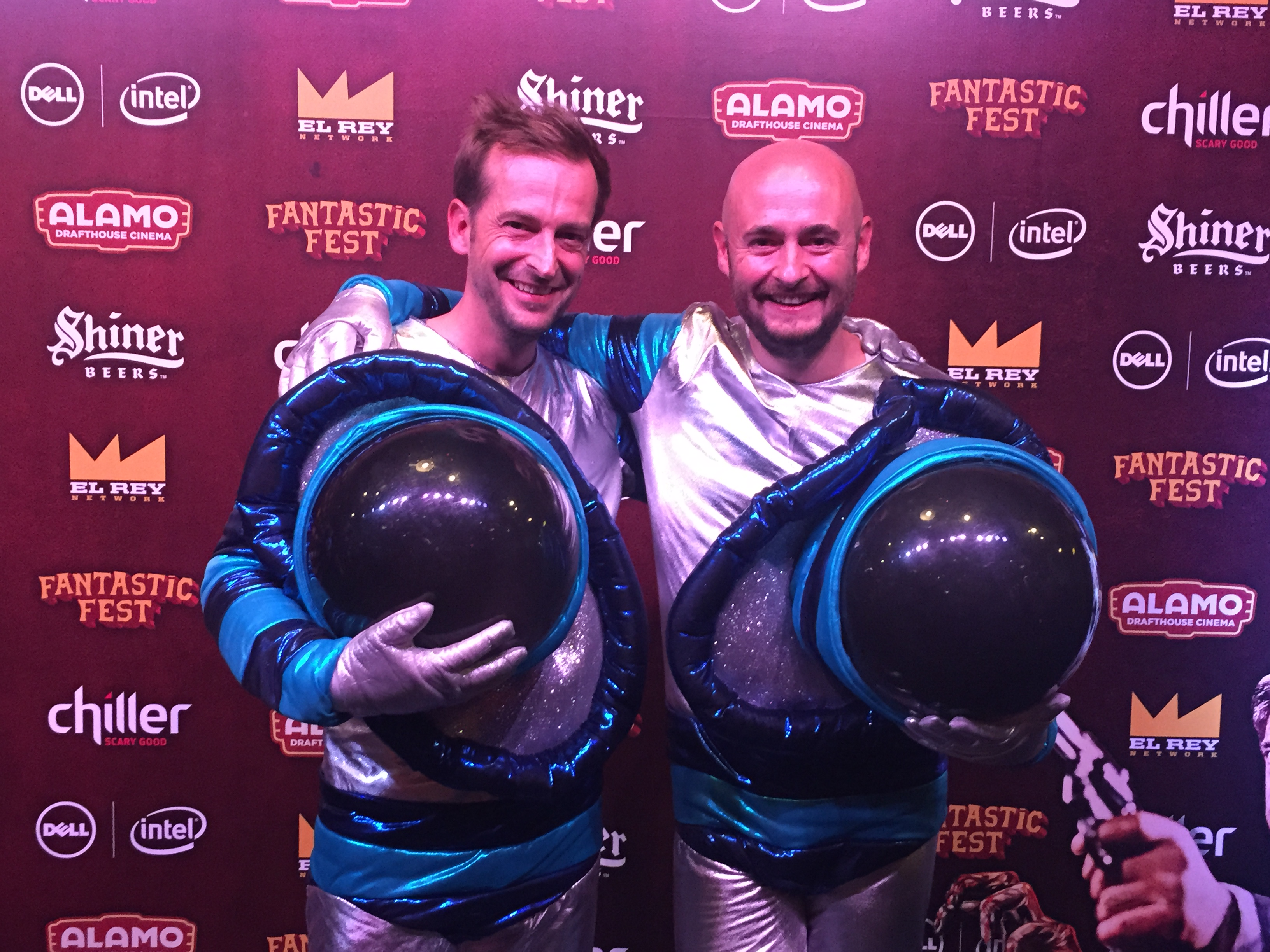
Nicolas et Bruno à l'avant-première américaine de In search of the Ultrasex, au Fantastic Fest - Austin (Texas), le 30 septembre 2015.

Le 11 décembre 2014, l'ARP (Société des acteurs-réalisateurs-producteurs) organise au Cinéma des cinéastes une double projection exceptionnelle du Grand Détournement de Michel Hazanavicius et de la nouvelle version-salle du film de Nicolas et Bruno, rebaptisée À la recherche de l'ultra-sex.
En mars 2015, le Festival international de films de Fribourg sélectionne pour la première fois le film, pour une projection de minuit. Nicolas et Bruno y prolongent l'expérience du happening autour de la projection, avec une chorégraphie du Robot Daft-Peunk (un des personnages du film) et un atelier où le public peut venir s'essayer au doublage sur des extraits de À la recherche de l'ultra-sex. C'est le début d'une grande tournée: l'Ultra-Sex-Tour. Un peu partout en France et en Suisse, des salles programment le film : Lyon (en plein air au Transbordeur), Amiens, Poitiers, Marseille, Metz, Montpellier, Villeneuve-d'Ascq, Guéret, Lausanne, Avignon, Dunkerque, Toulouse, etc. Au Luminor à Paris, le film est projeté en résidence tous les samedis soirs à partir de juin 2015.
Le 5 juin 2015 , une grande soirée événement est organisée autour du film au Max Linder Panorama, avec une animation assurée par les deux réalisateurs, la projection du faux making-of inédit en salle, Dans les coulisses du Message à caractère informatif, et une démonstration de doublage en direct devant 650 personnes par Tabatha Cash et les célèbres comédiens de doublage Patrick Poivey (Bruce Willis), Lionel Henry (Eddie Murphy), Éric Missoffe (Scoubidou) et Gilbert Levy (Moe dans Les Simpson).
Le 30 septembre 2015, In Search of the Ultra-Sex (version sous-titrée de À la recherche de l'ultra-sex) est projeté aux États-Unis à Austin (Texas) dans le cadre du Fantastic Fest où il est sélectionné,,, puis le 3 octobre à l'American Cinematheque (en) à Hollywood, dans le célèbre Grauman's Egyptian Theatre, lors du Beyond Fest. Le film est également sélectionné à l'Ithaca International Film Festival de New York, au Festival international du film grolandais à Toulouse, au Festival du film de fesses de Paris (film de clôture) et au Festival international du film indépendant de Bordeaux, pour des projections de minuit exceptionnelles hors compétition avec intervention des réalisateurs. Le film est sélectionné au My French Film Festival 201724 dans la catégorie "Midnight screenings". Il remporte de nombreux prix comme le prestigieux Premio S.H.I.T 2016 Catégorie long-métrage au CIM Sueca ou le Public Award 2016 du Festival HÕFF (Estonie) pour "Ülima Seksi Otsingul". Il est sous-titré dans 9 langues: Allemand / Anglais / Espagnol / Français / Italien / Japonais / Polonais / Portugais / Russe.

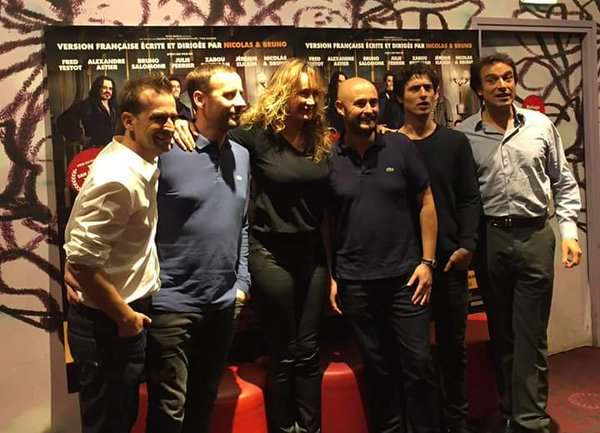
Nicolas et Bruno à l'avant-première de Vampires en toute intimité au Gaumont Opéra à Paris entouré de Fred Testot, Julie Ferrier, Jérémie Elkaïm et Bruno Salomone.

Le 30 octobre 2015, sort en e-cinema Vampires en toute intimité, la version française du faux-documentaire déjà culte What We Do in the Shadows de Taika Waititi et Jemaine Clement, dont Wild Bunch a confié l'adaptation à Nicolas et Bruno sous forme de carte blanche, : une « Version française originale » entièrement réécrite, à la fois fidèle et originale, pour laquelle les deux auteurs-doubleurs se sont adjoint les voix d'Alexandre Astier, Fred Testot, Bruno Salomone, Julie Ferrier, Zabou Breitman et Jérémie Elkaïm.
Au printemps 2016, sort le film L'Idéal, la suite de 99 Francs, réalisé par Frédéric Beigbeder, avec qui ils co-signent le scénario et les dialogues.
En novembre 2016 ils sortent un "Flimvre" (livre+DVD) "A la Recherche de l'Ultra-sex" de 208 pages aux Éditions Nova en tirage limité.
Du 17 novembre 2016 au 15 janvier 2017, le duo présente à Paris à la Galerie Clémentine de la Feronnière, une série photographique inédite autour d'un des personnages du film : "Robot Daft Peunk- First Step on Earth". L'exposition entame ensuite une tournée internationale en Belgique à Bruxelles à la Galerie Relief. Puis en août 2017 à Namur dans le cadre d'une Carte Blanche offerte aux réalisateurs-photographes au Festival de l'Intime.
En décembre 2017, Nicolas et Bruno reviennent chaque semaine sur la chaîne Canal+ avec Message à Caractère Informatif Deux, la deuxième saison de leur série culte. Ils déclinent également le concept en version "Sexy" diffusée chaque mois dans l'émission Crac Crac animée par Monsieur Poulpe. A cette occasion ils lancent leur chaîne YouTube regroupant l'intégralité des Messages de la saison 1, les nouveaux épisodes de la saison 2 ainsi que des bonus.
Le 29 mars 2018, leur film À la recherche de l'ultra-sex sort en Allemagne sous le titre Auf der Suche nach dem Ultra-Sex' dont le doublage est assuré par deux comiques allemands Oliver Kalkofe et Peter Rütten.

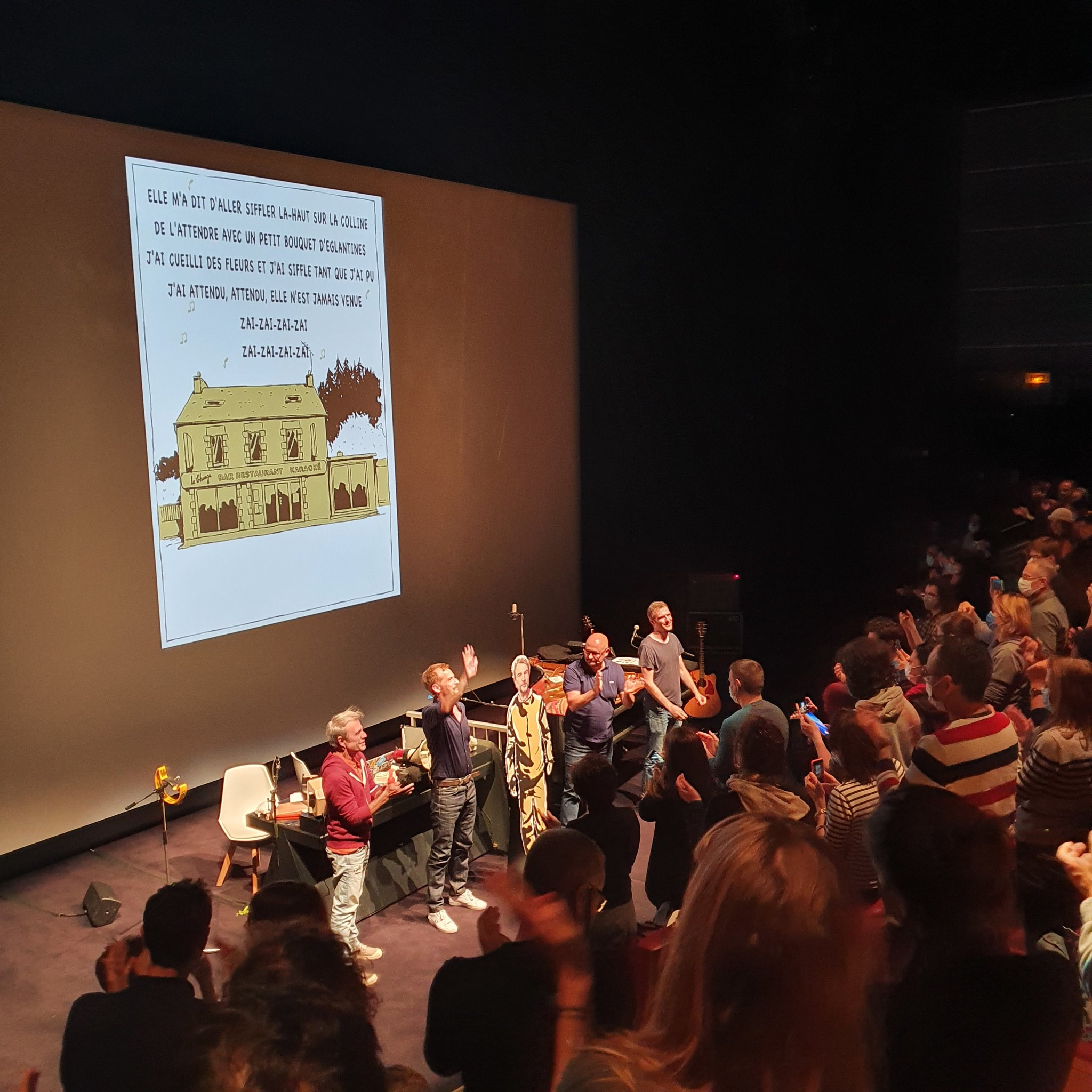
Nicolas et Bruno lors de la Première de la Lecture Vivante de Zaï Zaï Zaï Zaï sur la scène de la salle 500 du Forum des Images de Paris, en compagnie de Fabcaro et Mathias Fedou.

En septembre 2019, le duo crée sur la grande scène du Forum des Images à Paris, une "Lecture Vivante" de la bande-dessinée culte Zaïzaïzaïzaï de Fabcaro, un concept scénique qu'ils inventent et définissent comme tel: "Une lecture publique proactive personnalisée à caractère sensoriel" avec : projection, musique, bruitages, design sonore et voix en direct. Avec notamment une séquence inédite à la Cogip créée spécialement pour l'occasion en collaboration avec Fabcaro. Initialement prévue pour n’être joué qu’une seule fois, le spectacle est bientôt programmé en France (à l’Arsenal de Metz, Comédie-Odéon de Lyon, Théâtre de la Renaissance à Paris) et en Belgique (Théâtre Royal de Namur, Centre culturel - Brabant wallon), avant de s’installer à la Comédie de Paris pour 130 dates en 2022 et 2023. Qualifié de «délicieux et même quasi-Bréchtien» par l'émission Le Masque et la Plume, le spectacle éligible aux Molières 2023 est salué par la critique et les mènera jusqu’à Beyrouth au Liban pour plusieurs représentations au Festival Beyrouth Livres en octobre 2022.
En mai 2022, sort "Guacamole Vaudou", roman-photo de Fabcaro et Eric Judor paru aux Éditions du Seuil, dans lequel Nicolas & Bruno interprètent Jean-Michel et Jean-Christophe, deux cadres à brushing de l’entreprise "Mayonnaise Amoros". Une collaboration avec l'acteur Éric Judor déjà expérimentée dans un Message à Caractère Informatif inédit qu'ils écrivent et réalisent pour l'émission "Replay" sur Canal+ quelques mois plus tôt.
En 2024 le duo écrit et réalise « Autoscopie » leur nouveau long métrage pour le cinéma. Une comédie qui rassemble Laurent Lafitte, Blanche Gardin, Marc Fraize, Olga Kurylenko et Zabou Breitman. Le film est produit par Thomas Verhaeghe et Mathieu Verhaeghe chez Atelier de Production. Le tournage s'est déroulé dans les Hauts-de-France à l'automne 2024 et le film est annoncé pour le 4 mars 2026 avec 250/300 copies distribué par Tandem. Synopsis : "L’histoire d’un homme dont le nouveau voisin est son sosie parfait. Mais avec des cheveux." 
Ils achèvent parallèlement l’écriture de "Figurec", leur prochain long-métrage pour le cinéma, librement adapté de "Figurec" le premier romande Fabcaro, produit par Thomas Verhaeghe et Mathieu Verhaeghe chez Atelier de Production. L’histoire d’un jeune homme qui découvre l’existence d’une entreprise secrète qui permet de louer des figurants dans la vie de tous les jours.

## Filmographie

### Réalisateurs-scénaristes

#### Cinéma
- 2008 : La Personne aux deux personnes (avec Daniel Auteuil, Alain Chabat, Marina Foïs)
- 2013 : Le Grand Méchant Loup (avec Benoît Poelvoorde, Fred Testot, Kad Merad et Charlotte Le Bon)
- 2015 : À la recherche de l'ultra-sex (avec les voix de Nicolas et Bruno)
- 2026 : Autoscopie (avec Laurent Lafitte, Blanche Gardin, Marc Fraize, Olga Kurylenko et Zabou Breitman)

#### Télévision
- 1997-1998 : Amour, gloire et débats d'idées
- 1998-2000 : Message à caractère informatif
- 2002 : Restauratec (avec Alain Chabat, Gérard Jugnot, Marina Foïs, Helena Noguerra)
- 2004 : Dans les coulisses de « Message à caractère informatif »
- 2006 : Le Bureau (avec François Berléand)
- 2009 : La Nuit de la COGIP
- 2009 : Le Travail aujourd'hui : bilan et perspectives (documentaire avec Christophe Dejours)
- 2009 : Save the Traders (publicité)
- 2014 : Message à caractère pornographique : À la recherche de l'ultra-sex
- 2017-2018 : Message à caractère informatif Deux
- 2022 : CanalReplay[52] pour l'émission Replay[53] sur Canal+

#### Clip
- 2008 : Figures imposées (avec Julien Doré, Catherine Deneuve, Églantine Rembauville, Clément Sibony et Christian Morin)

### Scénaristes seulement
- 2007 : 99 francs
- 2014 : L'Idéal
- 2015 : Vampires en toute intimité (écriture et dialogues de la version française)

### Voix
- 1996 - 2023 : Différentes voix pour des spots publicitaires : Orangina, Skoda, Boulanger, Pims, Perliz, Lucca[61]
- 1997-1998 : Amour, gloire et débats d'idées : tous les personnages
- 1998-2000 : Message à caractère informatif : tous les personnages
- 2002 : Restauratec : tous les personnages
- 2003 : COGIP 2000 (avec Gilles Gaston-Dreyfus) : tous les personnages
- 2004 : Dans les coulisses du « Message à caractère informatif » : tous les personnages
- 2006 : Le Bureau : les journalistes
- 2008 : La Personne aux deux personnes : voix off Jean-Jacques Style, journaliste et chœurs de femmes
- 2009 : La Nuit de la COGIP : tous les personnages
- 2009 : Le Travail aujourd'hui : bilan et perspectives (documentaire avec Christophe Dejours)
- 2015 : 2°C avant la fin du monde  (Séquence d'intro du documentaire[62]) : tous les personnages
- 2015 : Vampires en toute intimité
- 2015 : À la recherche de l'ultra-sex : tous les personnages
- 2017-2018 : Message à caractère informatif Deux: tous les personnages
- 2019 : Zaï zaï zaï zaï de Fabcaro au Théâtre : tous les personnages
- 2022: La Master-Classe de Nicolas & Bruno[63] chez Par Jupiter! sur France Inter : tous les personnages

## Théâtre
- 2019 - 2023 : Lecture vivante de Zaï zaï zaï zaï de Fabcaro (152 représentations): mise en scène et interprétation

## Roman-photo
- 2022 : Guacamole vaudou de Fabcaro et Éric Judor paru aux Éditions du Seuil[50] : acteurs

## Photographie
- 2016 - 2017 : Robot Daft Peunk- First Step on Earth : série photographique éditée aux éditions Nova et exposée à Paris[64], Arles[65], Bruxelles[66] et Namur.